# 三命通會
《三命通會》十二卷，明朝萬民英撰，是一部命算類書籍。《三命通會》把宋朝之前的古法和後世子平法都做了比較詳細的總結。很多人用這本書給人算命。